# 倉野由紀
倉野 由紀（くらの ゆき、1993年9月18日 - ）は、三重県出身の元女子競輪選手。現役時代は日本競輪選手会愛知支部所属で、ホームバンクは豊橋競輪場であった。日本競輪学校（当時。以下、競輪学校）第104期生。師匠は実兄の倉野隆太郎（91期）、夫は川口聖翔（100期）。

## 経歴
桜丘中学校、桜丘高等学校出身。桜丘中学校へは柔道に取り組むために入学した。
2011年12月16日、競輪学校第104回技能試験に合格。在校競走成績は13位（2勝）。
2013年5月11日、松戸競輪場でデビューし7着。初勝利は同年11月24日の伊東温泉競輪場で挙げた。
2015年6月8日、競輪選手の川口聖翔と結婚、同年12月18日の四日市競輪で引退を表明。
2016年1月22日、選手登録削除。通算成績は224戦1勝。